# Maximus Decimus Meridius
Maximus Decimus Meridius är huvudpersonen i Ridley Scotts film "Gladiator" från år 2000. 
Filmen utspelar sig omkring år 180 e.Kr. under Roms stormaktstid. Maximus spelas av Russell Crowe. Han är en general i Rom som senare i filmen blir gladiator och kallades "spanjoren". Maximus Decimus Meridius blir romersk slav, och tvingas att kämpa mot gladiatorer.